# Centrocercus minimus
El urogallo de Gunnison  (Centrocercus minimus), también gallo de Gunnison  o gallo de las artemisas chico  es una especie de ave galliforme de la familia de los faisánidos  (Phasianidae), endémica de la Gran Cuenca de Norteamérica, fue descrita científicamente por primera vez en el año 2000.
Se asemeja físicamente al Centrocercus urophasianus pero es aproximadamente un tercio más pequeño que este, incluso el comportamiento de cortejo es menos pronunciado que en este.

## Distribución y hábitat
Su hábitat natural son los matorrales que tienen una densa población de arbustos de Artemisia. 
Su rango se limita al sudoeste de Colorado y el extremo sureste de Utah, con la mayor población residente en el cuenca del río Gunnison en Colorado. Aunque la especie se encuentra en una región donde la avifauna es relativamente bien conocida, la especie fue pasada por alto hasta la década de 1990. La descripción como una especie distinta se confirmó mediante análisis genético.
Se considera una especie en peligro de extinción ya que su área de distribución abarca menos de 500 kilómetros cuadrados.